# 1923 (مسلسل)
1923 هو مسلسل غرب أمريكي بدء عرضه بتاريخ 9 اغسطس 2010 على باراماونت+. المسلسل تقع احداثه قبل يلوستون وهو بمثابة تكملة للمسلسل 1883. في فبراير 2023، تم تجديد المسلسل لموسم ثانٍ من ثمانيمئه حلقه.

## قصة
يتبع جيل من عائلة داتون في عام 1923 ، خلال فترة من المصاعب المختلفة بما في ذلك حظر الكحوليات والجفاف والمراحل الأولى من الكساد الكبير، والتي أثرت على ولاية مونتانا قبل وقت طويل من انهيار سوق الأسهم عام 1929.

## روابط خارجية
- 1923 على موقع IMDb (الإنجليزية)
- 1923 على موقع ميتاكريتيك (الإنجليزية)
- 1923 على موقع روتن توميتوز (الإنجليزية)
- 1923 على موقع كينوبويسك (الروسية)
- 1923 على موقع ألو سيني (الفرنسية)
- 1923 على موقع قاعدة بيانات الفيلم (الإنجليزية)

لا توجد روابط لمواقع التواصل الاجتماعي.